# Цуккарелло
Цуккаре́лло (італ. Zuccarello, ліг. Sucarê) — муніципалітет в Італії, у регіоні Лігурія, провінція Савона.
Цуккарелло розташоване на відстані близько 440 км на північний захід від Рима, 75 км на південний захід від Генуї, 36 км на південний захід від Савони.
Населення — 306 осіб (2014).

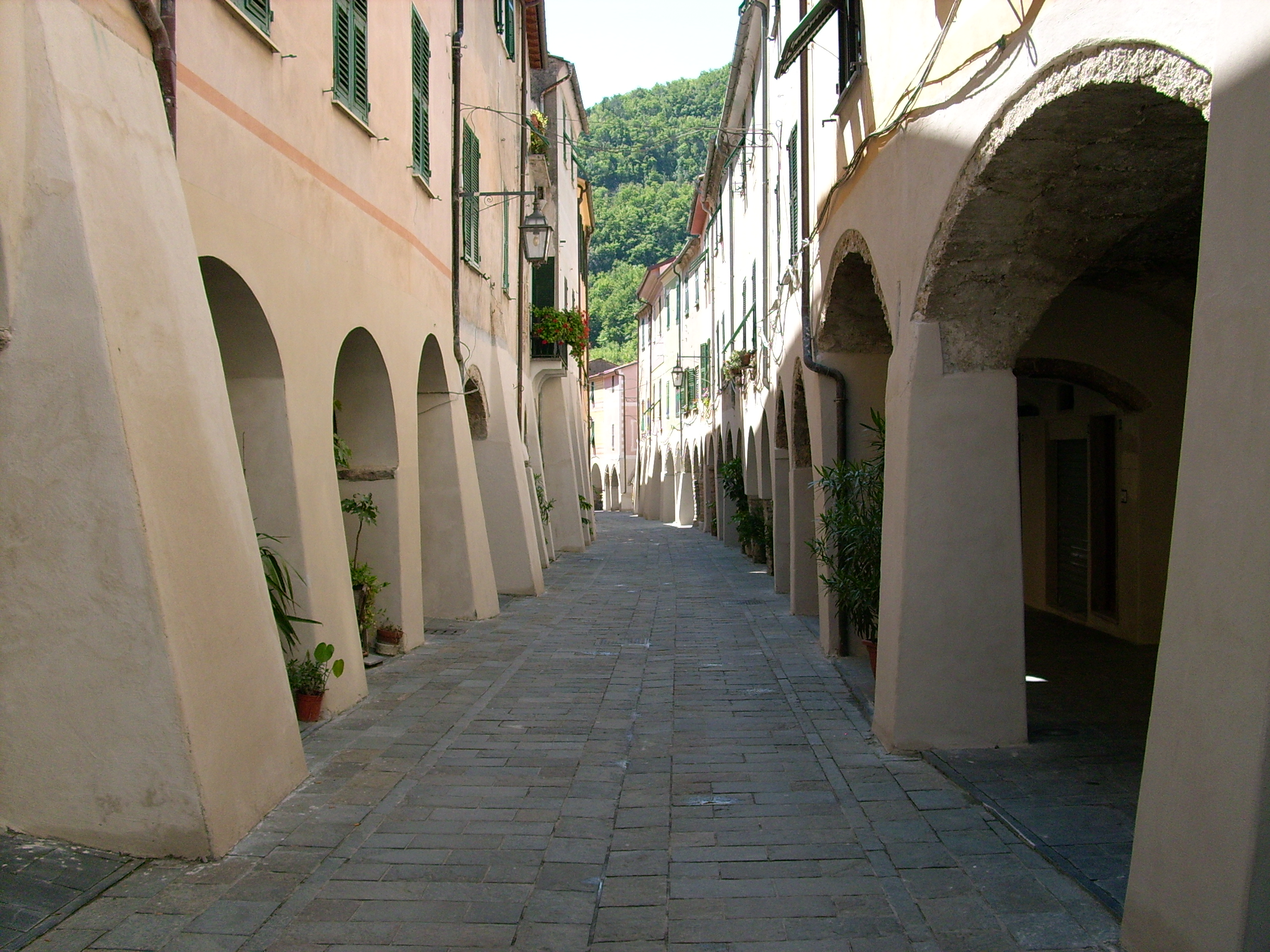

Щорічний фестиваль відбувається 24 серпня. Покровитель — san Bartolomeo.

## Демографія
Населення за роками:

Станом на 1 січня 2023 року в муніципалітеті офіційно проживало 25 іноземців з 8 країн, серед них 5 громадян країн Євросоюзу та 1 громадянин України.

## Сусідні муніципалітети
- Арнаско
- Балестрино
- Кастельб'янко
- Кастельвеккьо-ді-Рокка-Барбена
- Чизано-суль-Нева
- Ерлі